# Pachydema buettikeri
Pachydema buettikeri är en skalbaggsart som beskrevs av Guido Sabatinelli och Pontuale 1998. Pachydema buettikeri ingår i släktet Pachydema och familjen Melolonthidae. Inga underarter finns listade i Catalogue of Life.